# Sultan (Washington)
Sultan es una ciudad ubicada en el condado de Snohomish en el estado estadounidense de Washington. En el año 2000 tenía una población de 4.288 habitantes y una densidad poblacional de 432,9 personas por km².

## Geografía
Sultan se encuentra ubicada en las coordenadas 47°51′59″N 121°48′33″O / 47.86639, -121.80917.

## Demografía
Según la Oficina del Censo en 2000 los ingresos medios por hogar en la localidad eran de $46.619, y los ingresos medios por familia eran $51.038. Los hombres tenían unos ingresos medios de $38.924 frente a los $26.096 para las mujeres. La renta per cápita para la localidad era de $18.822. Alrededor del 7,0% de la población estaban por debajo del umbral de pobreza.